# Rolf Gerber
Pour les articles homonymes, voir Gerber.
Rolf Gerber, né le 25 juillet 1930 et mort le 8 janvier 2024, est un bobeur suisse notamment médaillé d'argent aux championnats du monde de bob à quatre en 1955.

## Carrière
Rolf Gerber remporte la médaille d'argent de bob à quatre aux championnats du monde de 1954 organisés à Cortina d'Ampezzo en Italie avec Fritz Feierabend, Harry Warburton et Aby Gartmann. Aux Jeux olympiques d'hiver de 1956, aussi à Cortina d'Ampezzo, il est quatrième en bob à quatre.

## Palmarès

### Championnats monde
- Médaille d'argent dans l'épreuve de bob à quatre lors des championnats de 1956.